# North Liberty, Iowa
North Liberty är en stad (city) i Johnson County, i delstaten Iowa, USA. Enligt United States Census Bureau har staden en folkmängd på 13 608 invånare (2011) och en landarea på 20,3 km².